# Revelación
Revelación ist die erste spanischsprachige EP der US-amerikanischen Sängerin Selena Gomez. Sie wurde am 12. März 2021 unter dem Label Interscope Records veröffentlicht.

## Hintergrund
Bereits im Februar 2020 kündigte Gomez im Interview mit Dazed an, dass sie vorhabe, spanischsprachige Musik zu veröffentlichen. Zunächst kam Gomez darauf wieder zurück, indem sie im Januar 2021 einen ihrer eigenen Tweets vom Januar 2011 zitierte, der von einem nie veröffentlichten spanischen Album handelte. Sie schrieb dazu, dass sich das Warten lohnen würde.
Folgendes sagte Gomez im Interview mit Zane Lowe über spanischsprachige Musik: „An einem spanischen Projekt arbeiten, das ist etwas, dass ich schon seit zehn Jahren machen will. Denn ich bin so stolz auf meine Herkunft und wollte wirklich, dass das passiert. Bei all der Spaltung, die es auf der Welt gibt, bringt die lateinamerikanische Musik etwas mit sich, dass die Menschen auf der ganzen Welt etwas fühlen lässt, versteht ihr?“
Die Aufnahmen für die EP fanden aufgrund der COVID-19-Pandemie überwiegend in Gomez’ Aufnahmestudio daheim statt. Die Kommunikation mit den Mitwirkenden fand dabei über Zoom statt. Gomez arbeitete mit Leyla Hoyle-Guerrero zusammen, um ihren spanischen Wortschatz wieder auszubauen, an ihrem Akzent zu arbeiten und ihren Slang zu üben.

## Promotion
In der Woche vor der Veröffentlichung der Single De una vez wurden erstmals Wandmalereien mit den Titeln De una vez und Baila conmigo in Mexiko gesichtet. Gomez veröffentlichte die Titelliste von Revelación am 2. März 2021 auf ihren Social-Media-Kanälen. In den Tagen vor der Veröffentlichung der EP postete sie Ausschnitte von den noch unveröffentlichten Liedern auf ihren Social-Media-Kanälen.

## Singleauskopplungen

### De una vez
Am 14. Januar 2021 erschien mit De una vez die erste Single von Revelación. Das Musikvideo wurde am selben Tag veröffentlicht. Regie führte Los Perez. Der Song erreichte Platz 92 in den Billboard Hot 100 und konnte sich in mehreren lateinamerikanischen Ländern in den Top 20 platzieren.

### Baila conmigo
Die zweite Single Baila conmigo wurde bereits am Ende des Musikvideos zu De una vez angekündigt. Am 26. Januar 2021 kündigte Gomez die Veröffentlichung der Single für den 29. Januar 2021. Das Musikvideo, bei dem Fernando Nogari Regie führte, wurde am selben Tag veröffentlicht. Das Lied erreichte Platz 86 der deutschen Charts sowie Platz 74 in den Billboard Hot 100.

### Selfish Love
Die dritte Single Selfish Love mit DJ Snake wurde am 25. Februar 2021 angekündigt und am 4. März 2021 gemeinsam mit dem zugehörigen Musikvideo veröffentlicht.

## Titelliste
| # | Titel                                | Autor(en) | Länge |
| - | ------------------------------------ | --- | ----- |
| 1 | De una vez                           | Selena Gomez, Abner Cordero Boria, Christopher Carballo Ramos, Marco Masis, Andrea Mangiamarchi, Alejandro Borrero, Ivanni Rodríguez                                                                            | 2:35  |
| 2 | Buscando amor                        | Selena Gomez, Alejandro Borrero, Abner Cordero Boria, Andrea Mangiamarchi, Marco Masís, Ivanni Rodríguez, Randy Class, Zabdiel De Jesús                                                                         | 3:08  |
| 3 | Baila conmigo (feat. Rauw Alejandro) | Selena Gomez, Edgar Barrera, Alejandro Borrero, Christopher Carballo Ramos, Abner Cordero Boria, Jorge A. Diaz, Elena Rose, Marco Masis, Alberto Carlos Menendez, Raúl Alejandro Ocasio Ruiz, Ivanni Rodríguez  | 3:06  |
| 4 | Dámelo to (feat. Myke Towers)        | Selena Gomez, Carballo Ramos, Abner Cordero Boria, Alejandro Borrero, Carolina Isabel Colón Juarbe, Marco Masís, Andrea Mangiamarchi, Alberto Carlos Menendez, Ivanni Rodríguez, Michael Torres, Julia Michaels | 3:04  |
| 5 | Vicio                                | Selena Gomez, Abner Cordero Boria, Alberto Carlos Melendez, Alejandro Borrero, Marco Masís, Ivanni Rodríguez, Santiago Beltran, Gregory Aldae Hein, Elena Rose                                                  | 2:40  |
| 6 | Adiós                                | Selena Gomez, Abner Cordero Boria, Alejandro Borrero, Carolina Isabel Colón Juarbe, Marco Masís, Ivanni Rodríguez, Jorge Luis Perez Jr., Juan Andrés Ceballos                                                   | 2:10  |
| 7 | Selfish Love (mit DJ Snake)          | Selena Gomez, William Grigahcine, Kat Dahlia, MARO, Karen Sotomayor, Kris Floyd | 2:48  |

## Chartplatzierungen
| ChartsChartplatzierungen       | Höchstplatzierung | Wochen |
| ------------------------------ | ----------------- | ------ |
| Deutschland (GfK)              | 39 (1 Wo.)        | 1      |
| Österreich (Ö3)                | 33 (1 Wo.)        | 1      |
| Schweiz (IFPI)                 | 19 (1 Wo.)        | 1      |
| Vereinigtes Königreich (OCC)   | 28 (1 Wo.)        | 1      |
| Vereinigte Staaten (Billboard) | 22 (2 Wo.)        | 2      |